# Barrage San Giovanni
Le barrage San Giovanni, en italien diga San Giovanni, est un barrage d'Italie situé en Sicile, sur le cours du fleuve Naro. Il forme le lac San Giovanni destiné à l'irrigation et aux loisirs.